# 韮崎旭温泉
韮崎旭温泉（にらさきあさひおんせん）は、山梨県韮崎市（旧国甲斐国）にある温泉。

## 泉質
- ナトリウム-塩化物・炭酸水素塩泉
  - 源泉温度 : 40.5℃
  - 湧出量 : 毎分393リットル
  - 湯量が豊富で入浴に適温のため加熱・加水していない 源泉が掛け流されている。
  - エメラルドグリーンの源泉
  - 入浴時に気泡が体に付く

## 温泉街
日帰り入浴施設1軒のみが存在する。

## 歴史
源泉は1996年に1,200メートルのボーリングを実施して開発された。
日帰り入浴施設は2001年1月に開業した。

## アクセス
- 車 : 中央自動車道韮崎ICより約15分

座標: 北緯35度40分56秒 東経138度26分40秒 / 北緯35.68222度 東経138.44444度